# فیزیک کاربردی
فیزیک کاربردی یک اصطلاح کلی در فیزیک است که در مقابل «فیزیک محض» قرار می‌گیرد و به این معنی است که این قسمت در تکنولوژی خاصی کاربرد دارد. تفاوت اصلی دو گرایش محض و کاربردی در نگاه و روش محققین آنها است. همچنین تفاوت اصلی فیزیک کاربردی با علوم مهندسی در این است که در اینجا فیزیکدان، چیزی را به‌طور خاص طراحی نمی‌کند بلکه از فیزیک برای تحقیق جهت گسترش تکنولوژی جدید یا حل مشکلات مهندسی استفاده می‌کند. به عنوان مثال فیزیکدانان روی فیزیک شتاب‌دهنده‌ها کار می‌کنند تا با ساخت شتاب‌دهنده‌های بهتر بتوانند به فیزیک محض کمک کنند.

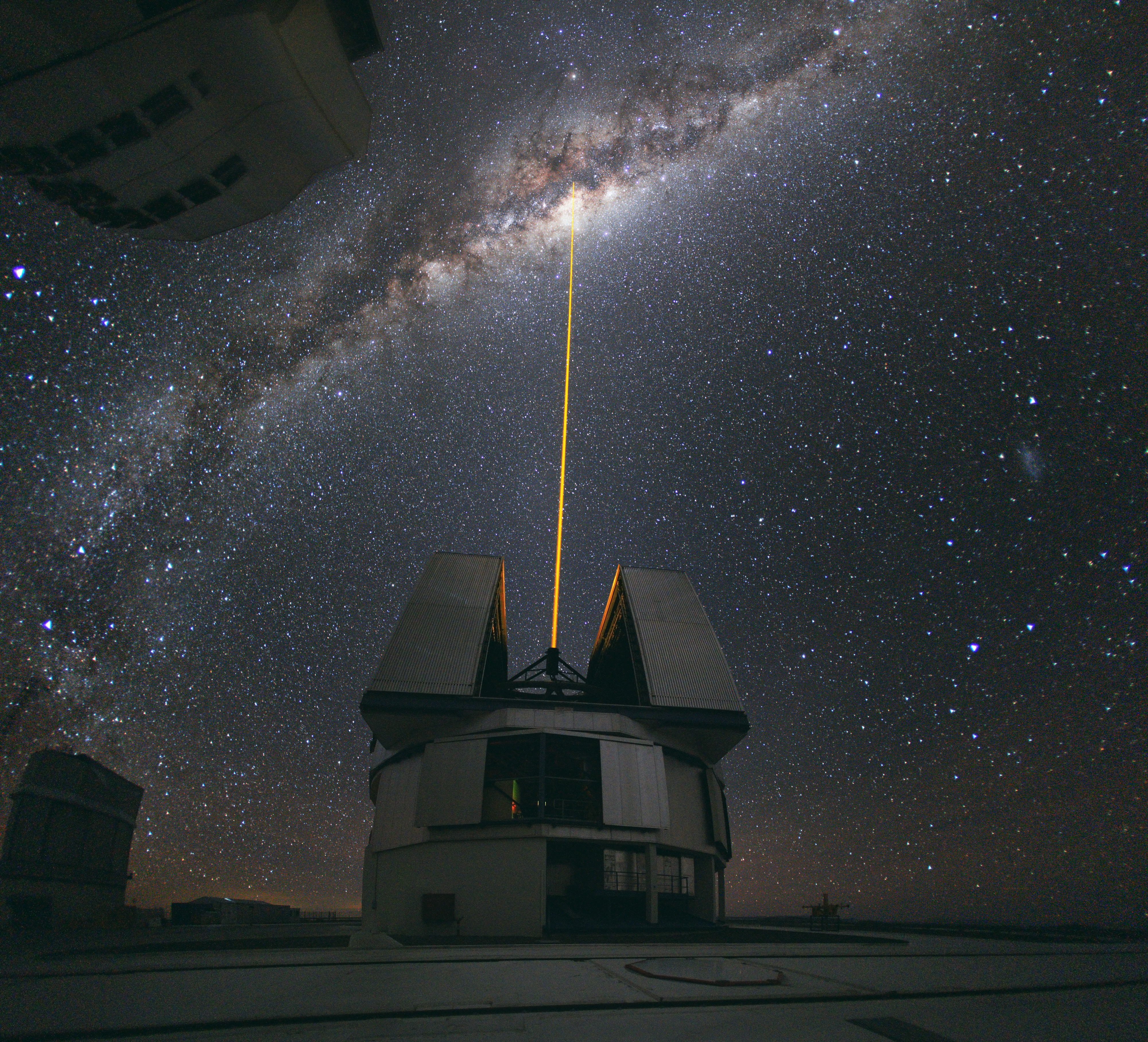
چگونگی ساختار و کارکرد انواع مختلف لیزر از جمله مباحث فیزیک کاربردی است.